# Oreste Pivetta
Oreste Pivetta (Milano, 13 gennaio 1949) è un giornalista, scrittore e critico letterario italiano.

## Biografia
Laureato in Architettura al Politecnico di Milano, è giornalista professionista, consigliere nazionale dell'Ordine dei Giornalisti. È stato capocronista, responsabile delle pagine culturali, caporedattore, inviato, notista politico all'Unità. Ha collaborato anche a riviste come Linea d'ombra, L'Indice, Casabella, Lo Straniero, Quilibri. Ha curato servizi di carattere culturale per Radiotre

## Opere
- Pap Khouma  e Oreste Pivetta, Io, venditore di elefanti. Una vita per forza fra Dakar, Parigi e Milano, Milano, Baldini Castoldi Dalai, 1990. ISBN 978-88-8490-906-0.
- Oreste Pivetta, Tre per due, Roma, Donzelli, 1994. ISBN 978-88-7989-068-7.
- Oreste Pivetta, Candido Nord, Milano, Feltrinelli, 1993. ISBN 88-07-12008-9
- Oreste Pivetta (con Lucia Annunziata, Gad Lerner, Barbara Palombelli, Gianni Riotta), "Si può". Roma, e/o, 1996. ISBN 88-7641-280-8
- Oreste Pivetta (con Alessandro Profumo e Giovanni Moro. Plusvalori), La responsabilità sociale dell'impresa. Milano, Baldini & Castoldi. 2003.
- Goffredo Fofi, "La vocazione minoritaria". Intervista sulle minoranze a cura di Oreste Pivetta. Bari, Laterza 2009. ISBN 978-88-420-8847-9
- Oreste Pivetta, Franco Basaglia, il dottore dei matti. La biografia, Dalai Editore, 2012 ISBN 978-8866205692